# Madagaskardayallijster
De madagaskardayallijster (Copsychus albospecularis) is een vogelsoort uit de familie van de vliegenvangers. Deze soort dayallijster komt alleen voor op Madagaskar.

## Taxonomie
Uitgebreid DNA-onderzoek heeft aangetoond dat deze soort nauw verwant is aan de Aziatische (gewone) dayallijster (C. saularis). Samen met Filipijnse dayallijster (C. mindanensis) en de seychellenlijster (C. sechellarum) vormen zij een groep van nauw verwante soorten binnen dit geslacht.

## Verspreiding en leefgebied
De madagaskardayallijster is een vrij algemene bewoner van zowel droge tropisch bos als vochtig regenwoud op het eiland Madagaskar.

## Status
De grootte van de populatie is niet gekwantificeerd. Er is aanleiding te veronderstellen dat de soort in aantal achteruit gaat. Echter, het tempo ligt onder de 30% in tien jaar (minder dan 3,5% per jaar). Daarom staat de  madagaskardayallijster als niet bedreigd op de Rode Lijst van de IUCN.